# Santa Croce di Magliano
Santa Croce di Magliano é uma comuna italiana da região do Molise, província de Campobasso, com cerca de 4.936 habitantes. Estende-se por uma área de 52 km², tendo uma densidade populacional de 95 hab/km². Faz fronteira com Bonefro, Castelnuovo della Daunia (FG), Montelongo, Rotello, San Giuliano di Puglia, Torremaggiore (FG).

## Demografia
| Variação demográfica do município entre 1861 e 2011                               |
|                                                                                   |
| Fonte: Istituto Nazionale di Statistica (ISTAT) - Elaboração gráfica da Wikipedia |